# زلیونیایا پولیانا (شهرستان آلیسکی، سرزمین آلتای)
زلیونیایا پولیانا (به لاتین: Zelyonaya Polyana) یک منطقهٔ مسکونی در روسیه است که در سرزمین آلتای واقع شده‌است.